# Dolichopeza (Nesopeza) fulvithorax
Dolichopeza (Nesopeza) fulvithorax is een tweevleugelige uit de familie langpootmuggen (Tipulidae). De soort komt voor in het Oriëntaals gebied.